# 学校法人京都文教学園
学校法人京都文教学園（がっこうほうじんきょうとぶんきょうがくえん）は、京都府宇治市槇島町千足80に本部を置く学校法人。
1904年、浄土宗の僧侶獅子谷仏定によって設立された「高等家政女学校」をルーツとし、建学の精神として仏教の精神をかかげる。学校法人としての設立は1951年。2002年に「学校法人家政学園」から現名称に変更した。

## 設置する学校
- 京都文教大学（宇治市）
- 京都文教短期大学（宇治市）
- 京都文教中学校・高等学校（京都市左京区）
- 京都文教小学校（京都市左京区）
- 京都文教短期大学附属家政城陽幼稚園（城陽市）

### かつての設置校
- 京都文教短期大学附属家政幼稚園（京都市左京区、1984年廃止）

## 特色
中学校・高等学校は校訓として「三法帰依」を掲げている。「謙虚にして真理探究」（帰依仏）、「誠実にして精進努力」（帰依法）、「親切にして相互協同」（帰依僧）の意とされる。この校訓は、新制中学校・高等学校の発足時に、当時の校長三枝樹正道が定めたものである。
同様に、短期大学は建学の精神として「仏教精神に基づく人間育成」、大学は建学の理念に「四弘誓願」を掲げる。

## 沿革
1904年（明治37年） 、法然院（浄土宗）の獅子谷仏定の発願によって、烏丸松原（因幡薬師）の仮校舎に「高等家政女学校」が設立されたことをもって学園の創立とする。在校生の増加に対応して1916年に大雲院に校舎を移転。1930年（昭和5年）に大島徹水（のちの増上寺法主）は校長（第3代）に就任、岡崎に校舎を新築し移転を実現した。なお、1945年には京都女子厚生専門学校（旧制女子専門学校。1952年廃止）を設置している。
第二次世界大戦後の学制改革により、家政学園高等女学校は新制の中学校・高等学校となる。その後、幼稚園（1953年）、短期大学（1960年）、小学校（1982年）、大学（1996年）を開設して総合学園へと発展した。中学校・高等学校は創立以来女子校であったが、2004年の創立100周年を契機として男女共学化した。

### 年表
- 1904年（明治37年） - 高等家政女学校設立認可[9][10][11]。因幡薬師仮校舎[9][3]（京都市下京区烏丸松原[10][11]）において授業を開始[11]
- 1916年（大正5年） - 大雲院校舎（寺町四条[10][11]）に移転[9][11]
- 1924年（大正13年） - 
  - 財団法人家政会設立[9]
  - 家政高等女学校に組織変更[9][11]
- 1928年（昭和3年） - 家政裁縫女学校併置[9][注釈 3]
- 1934年（昭和9年） - 東山仁王門（京都市左京区岡崎円勝寺町[10][11]）に校舎新築移転[9]。現在の京都文教中学校・高等学校敷地[11]
- 1944年（昭和19年） - 
  - 法人名を財団法人家政学園に変更[9]
  - 家政高等女学校を家政学園高等女学校に名称変更[9]
  - 女子商業学校を併置[9]
- 1945年（昭和20年） - 
  - 家政裁縫女学校廃止[9]
  - 京都女子厚生専門学校設立[9][10]
- 1947年（昭和22年） - 新学制により家政学園中学校開校[9][10][11]
- 1948年（昭和23年） - 新学制により家政学園高等学校開校[9][10][11]。
- 1949年（昭和24年） - 家政学園女子商業学校を廃止[9]
- 1951年（昭和26年） - 学校法人家政学園に改組[9]
- 1952年（昭和27年） - 京都女子厚生専門学校を廃止[9]
- 1953年（昭和28年） - 岡崎学舎に家政学園附属幼稚園開園[9][7]
- 1955年（昭和30年） - 家政学園家庭科専修部設置[3][注釈 4]
- 1960年（昭和35年） - 岡崎学舎に家政学園短期大学開学[9][10][7]
- 1961年（昭和36年） - 家政学園短期大学を京都家政短期大学に名称変更[9][10][7]
- 1964年（昭和39年） - 
  - 城陽学舎（城陽町、現城陽市）に家政学園附属第二幼稚園開園[9][10][10]
  - 宇治市槇島町に新校地を取得[10]
- 1967年（昭和42年） - 
  - 宇治学舎（宇治市槇島町）に京都家政短期大学が移転[9][7][10][注釈 5]
  - 附属幼稚園2園をそれぞれ京都家政短期大学附属幼稚園、京都家政短期大学附属第二幼稚園に名称変更[9][注釈 6]
- 1980年（昭和55年） - 
  - 京都家政短期大学を京都文教短期大学に名称変更[9]
  - 附属幼稚園2園をそれぞれ京都文教短期大学附属家政幼稚園、京都文教短期大学附属家政城陽幼稚園に名称変更[9]
- 1982年（昭和57年） - 岡崎学舎に京都文教短期大学付属小学校開校[9]
- 1984年（昭和59年） - 京都文教短期大学附属家政幼稚園廃止[9]
- 1995年（平成7年） - 家政学園高等学校を京都文教女子高等学校に、家政学園中学校を京都文教女子中学校に名称変更[9][11]
- 1996年（平成8年） - 宇治学舎に京都文教大学開学[9][7]
- 2000年（平成12年） - 京都文教大学大学院開設[9][7]
- 2002年（平成14年） - 学校法人家政学園を学校法人京都文教学園に名称変更[9]
- 2003年（平成15年） - 京都文教女子高等学校を京都文教高等学校に、京都文教女子中学校を京都文教中学校に名称変更[9][11]
- 2024年（令和6年） - 京都文教短期大学付属小学校を京都文教小学校に名称変更